# Andrew Cherng

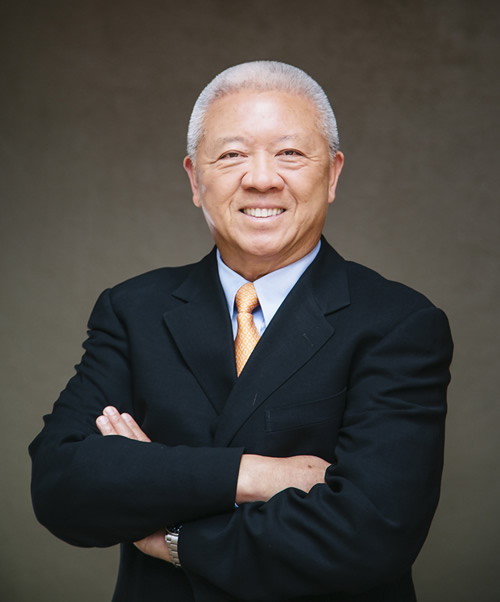
Andrew Cherng, 2014.

Andrew Cherng, född i april 1948 i Yangchow som Jin Chang Cherng, är en kinesiskfödd amerikansk företagsledare som är medgrundare och  delad styrelseordförande/VD för holdingbolaget Panda Restaurant Group som bland annat äger den asiatiskinspirerade snabbmatskedjan Panda Express.
2018 köpte Cherng tillsammans med sin fru Peggy Cherng och fastighetsutvecklaren Tiffany Lam hotellet Mandarin Oriental, Las Vegas i Paradise i  Nevada för $214 miljoner. Hotellet inledde omedelbart samarbete med den globala hotelloperatören Hilton Worldwide och fick namnet Waldorf Astoria Las Vegas.
Den amerikanska ekonomitidskriften Forbes rankade Cherng och hans fru till att vara världens 817:e rikaste med en förmögenhet på $2,9 miljarder för den 21 september 2018.
Cherng avlade kandidatexamen i matematik vid Baker University och en master i matematik vid University of Missouri.